# Michel Mourre
Michel Mourre, nacido en Eaubonne el 11 de junio de 1928 y fallecido en Briis-sous-Forges el 6 de agosto de 1977, fue un historiador y filósofo francés que cobró notoriedad a partir de su participación en ciertos acontecimientos de corte excéntrico.

## Datos biográficos
Michel Mourre fue un autodidacta solitario, erudito y exigente, que se volcó en la historia. Después de haber conocido una experiencia decepcionante en los dominicanos y en el movimiento letrista, publicó, en 1951, una autobiografía titulada A pesar de la blasfemia.
El 9 de abril de 1950, participó en el « escándalo de Notre Dame » : cuatro jóvenes letristas, Serge Berna, Ghislain Desnoyers de Marbaix, Jean Rullier y Mourre ingresaron  en la catedral Notre Dame de París durante el servicio de la misa de Pascua. Mourre, disfrazado de fraile, subió al púlpito y pronunció ante los fieles, a manera de homilía, un discurso escrito por Serge Berna, poeta, cuya frase final fue:

Dieu est mort […] pour qu’enfin vive l’Homme. (Dios está muerto..... para que al fin viva el hombre!)

Los cuatro jóvenes fueron arrestados luego y el acontecimiento provocó un escándalo en la prensa francesa. Combat, importante órgano de resistencia, que comenzó condenando lo sucedido, reportó con una veintena de artículos, redactados por, entre otros Jean Paulhan, Louis Pauwels, André Breton, Pierre Emmanuel, Maurice Nadeau, el comisario de policía, el cura de Saint-Pierre de Chaillot, Gabriel Marcel, Benjamin Peret y René Char. La policía y la Iglesia, por su parte, no pudieron dejar este evento sin respuesta, y buscaron evitar prolongar todo por medio de un proceso público. Después de unos días, hicieron venir a un psiquiatra de dudosa integridad, que buscaba internar a Mourre en un hospital psiquiátrico. Los participantes del debate que corría en Combat protestaron, y después de la intervención de un segundo psiquiatra Mourre fue liberado el 21 de abril.
A partir de eso, Mourre decidió especializarse en la historia publicando entre otros libros: Lamennais, Le Monde a la muerte de Sócrates, Le Monde a la muerte del Cristo, Religiones y filosofías de Asia y La Historia vivante de los frailes. Emprende luego su obra enciclopédica, el Diccionario de historia universal (en ocho volúmenes entre 1978 y 1982).
Hoy, su nombre está asociado a ese diccionario, a veces nombrado Enciclopedia Mourre (o, solamente, El Mourre), que ha sido objeto de frecuentes reediciones por la Editorial Bordeaste.

## Publicaciones
- A pesar de la blasfemia, éd. René Julliard París, 1951
- Charles Mourre, préface de Henry Burdeos y Pierre Dominique, Ediciones universitarias,[6] « Clásicas del XX  », París, 1953
- Lamennais o La herejía de los tiempos modernos, éd. Amiot-Dumont, París, 1955
- El Mundo a la muerte de Sócrates, presentación de Robert Flacelière, éd. Club de los amigos del libro, París, 1961
- Las Religiones y las filosofías de Asia, Ediciones de la Mesa redonda, París, 1961
- El Mundo al nacimiento del Cristo, presentación de Pierre Grimal, Hachette y Club de los amigos del libro, París, 1962
- Historia viviente de los frailes. De los Padres del desierto a Cluny, Ediciones del Centurión, París, 1965
- Diccionario de Historia universal. Ediciones universitarias, París, 1968
- Veinticinco años de historia universal (1945-1969), Ediciones universitarias, París, 1971
- Diccionario enciclopédico de historia, 8 volúmenes, nueva edición del Diccionario de historia universal, Bordeaste / Jean-Pierre Delarge, París, 1978-1982 (varias reediciones)
- El Pequeño Mourre. Diccionario de la Historia, selección de los artículos, redacción, actualizaciones hasta el 1.º de enero de 1990, por Philippe Doray, Bordeaste, París, 1993  Dictionnaire encyclopédique d'histoire, aumentado por diversos autores Maurice Meuleau ; Última reedición. 2008.

Michel Mourre contribuyó igualmente al Diccionario de Obras, de todos los tiempos y de todos los países, al Diccionario de los autores al Diccionario de los personajes, aparecidos en Robert Laffont, respectivamente en 1955, 1958 y 1960 ; así como a la edición francesa de la obra colectiva sobre El Socialismo : de la lucha de las clases al Estado socialista, París, Librería universal, 1975.

### Como editor
- Henri Massis, Barrès y nos, seguimiento de una correspondencia inédita entre Maurice Barrès y Henri Massis, Plon, París, 1962
- Pierre de Boisdeffre (dir.), Gaston Bouthoul, Joseph Comblin, Didier-Jacques Duché y al., Diccionario de las ideas contemporáneas, Ediciones universitarias, París, 1964